# 콰어군
콰어군(Kwa)은 볼타콩고어군의 가설적 하위 어군으로, 코트디부아르, 가나, 토고에 걸쳐 분포하는 약 50개의 언어들로 이루어진다. 1895년 고틀로프 크라우제(Gottlob Krause)가 아칸족의 명명법을 비롯하여 많은 소속 언어에서 공통되는 "Kwa"(사람)이라는 어휘에서 따서 이름 붙였다. 주요 언어로 에웨어, 아칸어, 바울레어 등이 있다.

## 분류
- 포투-타노어군(Potou-Tano)
  - 포투어군: 에브리에어(차망어), 음바토어(포투어)
  - 타노어군: 아칸어 등
- 가-당메어군(Ga-Dangme): 가어, 당메어(아당메어)
- 나-토고어군(Na-Togo)
- 그베어군(Gbe)?
- 라군 제어(Lagoon) (미분류): 아비캄어, 알라디안어, 아티에어, 아베어, 아주쿠루어, 아비지어, 에가어?
- 에수마어 (미분류, 사멸)

에스놀로그에서는 콰어군을 지리적 분포에 따라 크게 "뇨 제어"(Nyo)와 "좌안 제어"(Left Bank)로 나누나 이는 계통적 분류가 아니다. 이 분류에서 "뇨 제어"는 포투-타노어군, 가-당메어군과 코트디부아르 남부의 미분류 언어들을 통틀어 묶으며, 볼타강의 동부에 분포한다는 데서 이름이 붙은 "좌안 제어"는 나-토고어군과 그베어군을 묶는다.

## 같이 보기
- 그베어군
- 크루어군